# Cavités souterraines du Buisson et de La Seigneurie
Les Cavités souterraines du Buisson et de La Seigneurie sont un réseau de galeries souterraines situé sur la commune de Chemellier dans le département français de Maine-et-Loire et classé site Natura 2000 comme site d'intérêt communautaire (SIC) en raison de sa population de chauves-souris.

## Statut
Le site est classé Natura 2000 sous le numéro no FR5200633.

## Description
Les Cavités souterraines du Buisson et de La Seigneurie sont des anciennes carrières souterraines de tuffeau et anciennes champignonnières.

## Faune
Les Cavités souterraines du Buisson et de La Seigneurie sont considérées comme parmi les sites les plus importants pour l'hibernation des chauves-souris de Maine-et-Loire.
Elles hébergent notamment une population très significative de Vespertilion à oreilles échancrées (entre 2 et 15 % de la population totale française) ainsi qu'une population de Grand murin, de Grand rhinolophe, de Petit rhinolophe, de Barbastelle d'Europe et de Vespertilion de Bechstein (pour moins de 2 % de la population totale française).